# Gabriela Zapolska
Gabriela Zapolska, pseudonimo di Maria G. Śnieżko-Błocka (Pidhajzi, 30 marzo 1857 – Leopoli, 17 dicembre 1921), è stata una scrittrice, naturalista e attrice polacca.
Nacque nella Volinia, ora parte dell'Ucraina.
È sepolta nel Cimitero Lychakivs'kyi di Leopoli.

## Opere

### Commedie
- 1897 - La morale della signora Dulska (Moralność Pani Dulskiej)
- 1897 - Żabusia
- 1907- Loro quattro (Ich czworo), Siena, Maia, 1954
- 1910 - Signorina Maliczewska (Panna Maliczewska)

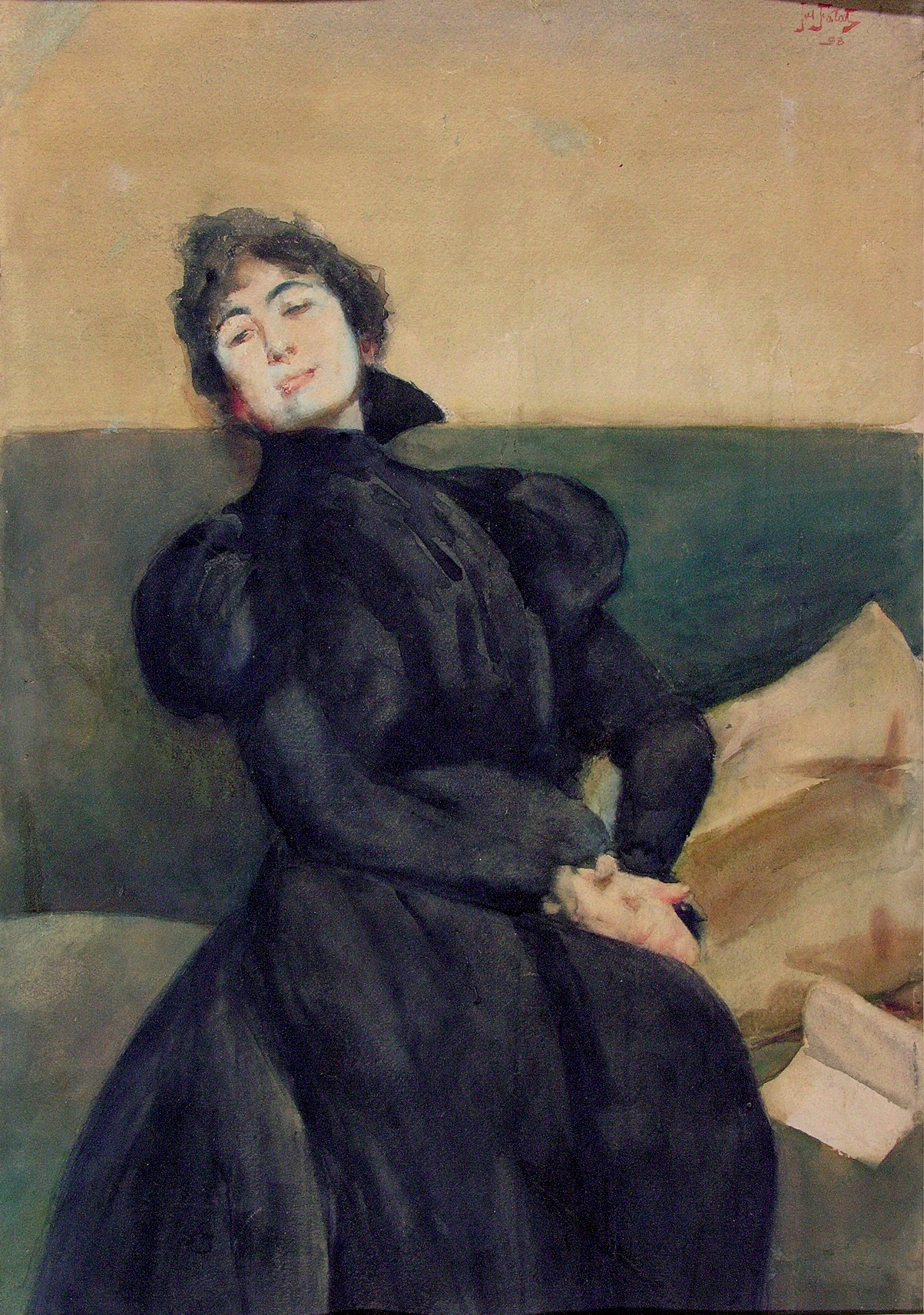
Gabriela Zapolska, ritratto di Julian Fałat

### Romanzi
- 1885 Acquarelli (racconti)
- 1885/1886 - Caterina Kariatyda (Kaśka Kariatyda)
- 1889 L'Antinferno
- 1893 Serraglio umano (racconti)
- 1904 - Amore stagionale (Sezonowa miłość)
- Memorie di una giovane moglie (Z pamiętników młodej mężatki)